# Bredmyrtjärnet
Bredmyrtjärnet är en sjö i Tanums kommun i Bohuslän och ingår i Enningdalsälvens huvudavrinningsområde.